# ケイマンゴルフ
ケイマンゴルフ（Cayman golf）とは、特殊なボールを使用するゴルフのこと。名称は、発祥地であるカリブ海にうかぶケイマン諸島に因む。

## ボール
ケイマンゴルフで用いるボールは、内部に発泡性の合成樹脂を使用したもので、普通のゴルフボールと比較して重量は半分であり、飛距離も半分となるよう設計されている。ボールの開発・監修はジャック・ニクラウスが行った。

## 概要
ルールやマナーは一般のゴルフと同じ。ボールの飛距離が短いためゴルフコースを短くでき、日本の土地利用の状況に合う（ゴルフ場の造成費用が軽減、狭い都市部でも設置が可能）として1990年代に普及した。しかし、本格的なボールの打球感やプレー感はいま一つで、ショートホールコースなどに取って替わるまでには至らず、次第に減少しつつある。

## 日本のケイマンゴルフ場
- 養老パークゴルフ場(岐阜県)
- 美濃白川スポーツ・スパランド（岐阜県）
- 大佐山ケイマンゴルフ場（岡山県）
- 吉岡ケイマンゴルフ場（群馬県）
- 久山ケイマンゴルフ場（福岡県）